# Xã Bentley, Quận Conway, Arkansas
Xã Bentley (tiếng Anh: Bentley Township) là một xã thuộc quận Conway, tiểu bang Arkansas, Hoa Kỳ. Năm 2010, dân số của xã này là 1.337 người.